# Reddi
Reddi er et dansk-svensk band bestående af Mathilde "Siggy" Savery, Ida Bergkvist og Ihan Haydar. Agnes Roslund var tidlig medlem af bandet. De repræsenterede Danmark i Eurovision Song Contest 2022, med sangen "The Show". men de kvalificerede sig ikke til finalen. Da resultaterne af semifinalens resultater blev offentliggjort fremgik det, at Reddi havnede på en 13. plads med 55 point. 35 point. fra juryerne og 20 point fra seerne.[kilde mangler] Grunden til at Agnes Roslund forlod bandet er at hun vendte tilbage til sit hjemland Sverige så hun kan fokusere på sin uddannelse.

## Medlemmer
- Mathilde "Siggy" Savery (fra Danmark) – vokal, klaver og guitar
- Ida Bergkvist (fra Sverige) – bas
- Ihan Haydar (fra Danmark) – trommer

Tidligere medlemmer
- Agnes Roslund (fra Sverige) – guitar

## Diskografi
| År   | Sang           | Andet                              |
| ---- | -------------- | ---------------------------------- |
| 2022 | "The Show"     | Vandt Dansk Melodi Grand Prix 2022 |
| 2022 | "Bad Pop Song" | N/A                                |